# Заозерний (Ішимський район)
Заозе́рний (рос. Заозёрный) — селище у складі Ішимського району Тюменської області, Росія.
Населення — 526 осіб (2010, 630 у 2002).
Національний склад станом на 2002 рік:
- росіяни — 86 %